# Vattenbegjutning från luften

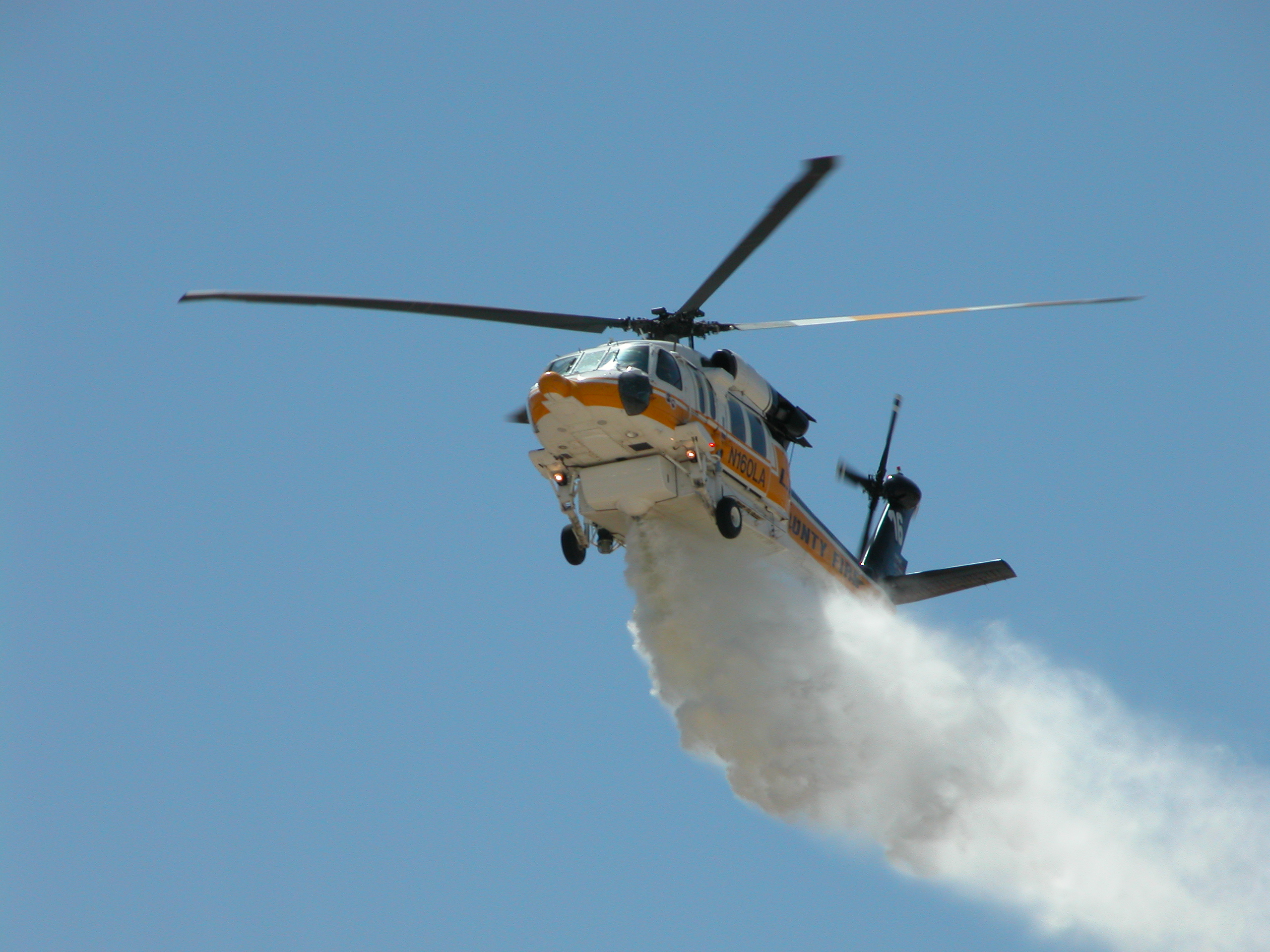
En Sikorsky S-70 Firehawk tillhörande Los Angeles County Fire Department.

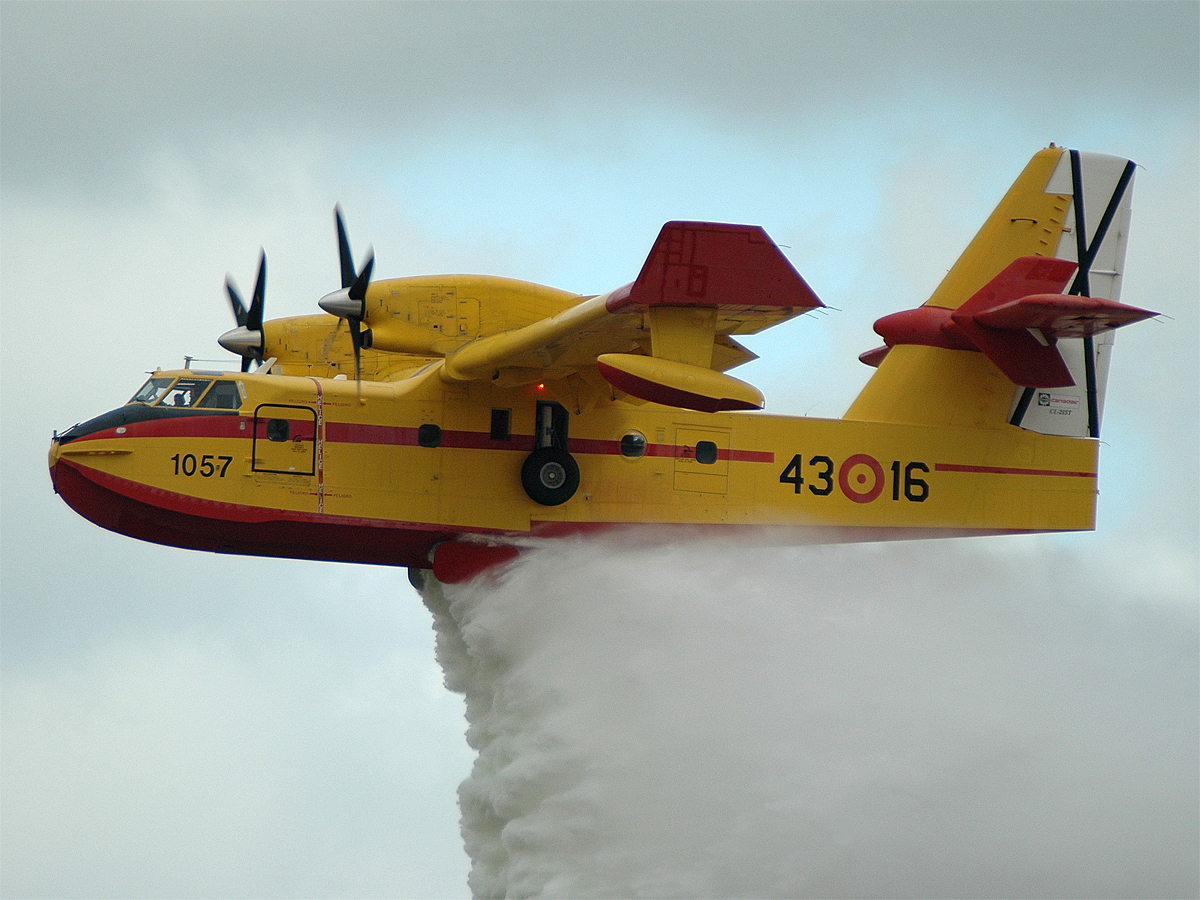
En Bombardier 215T från Spaniens flygvapen.

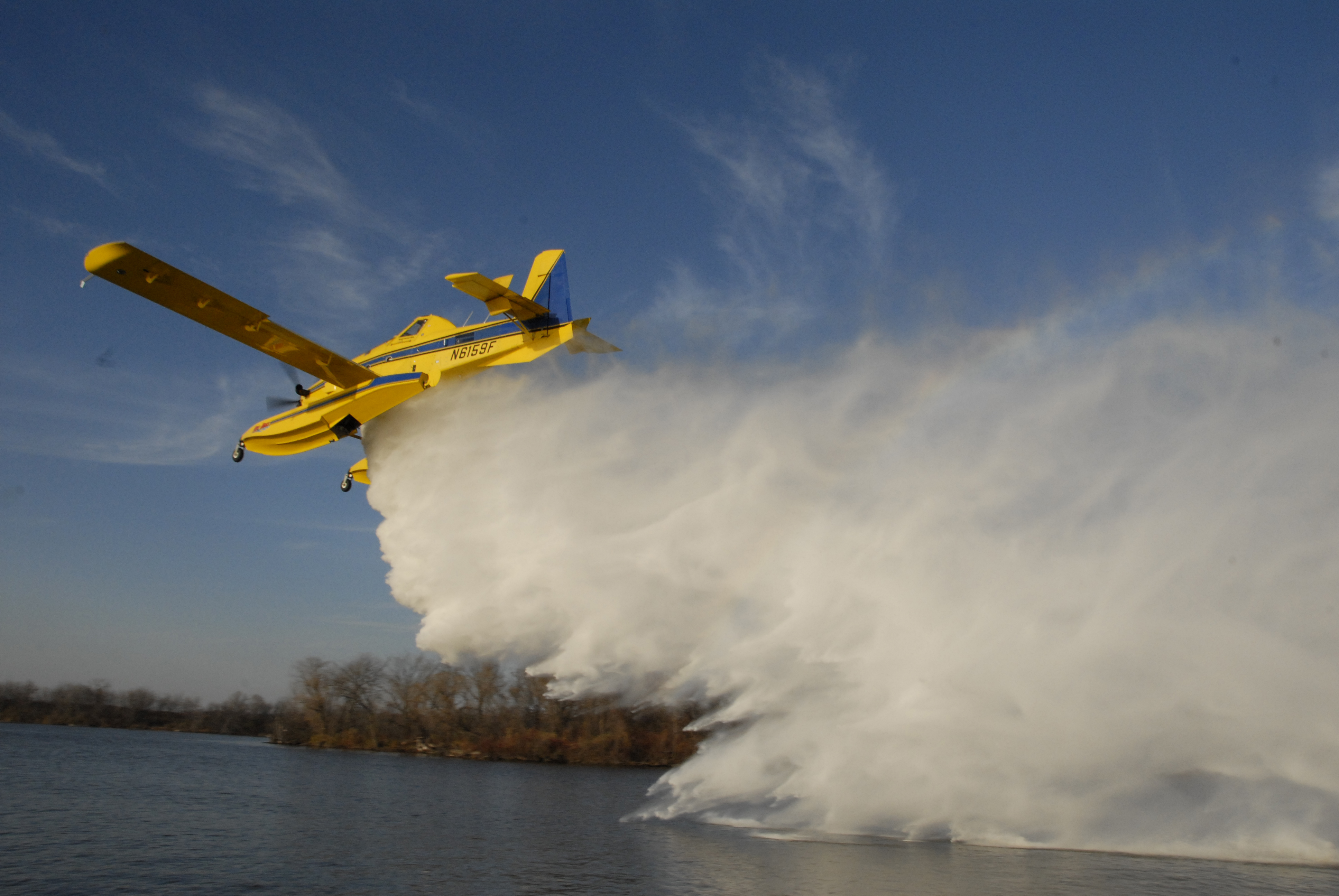
En Air Tractor AT-802F Fire Boss under vattenbombning.

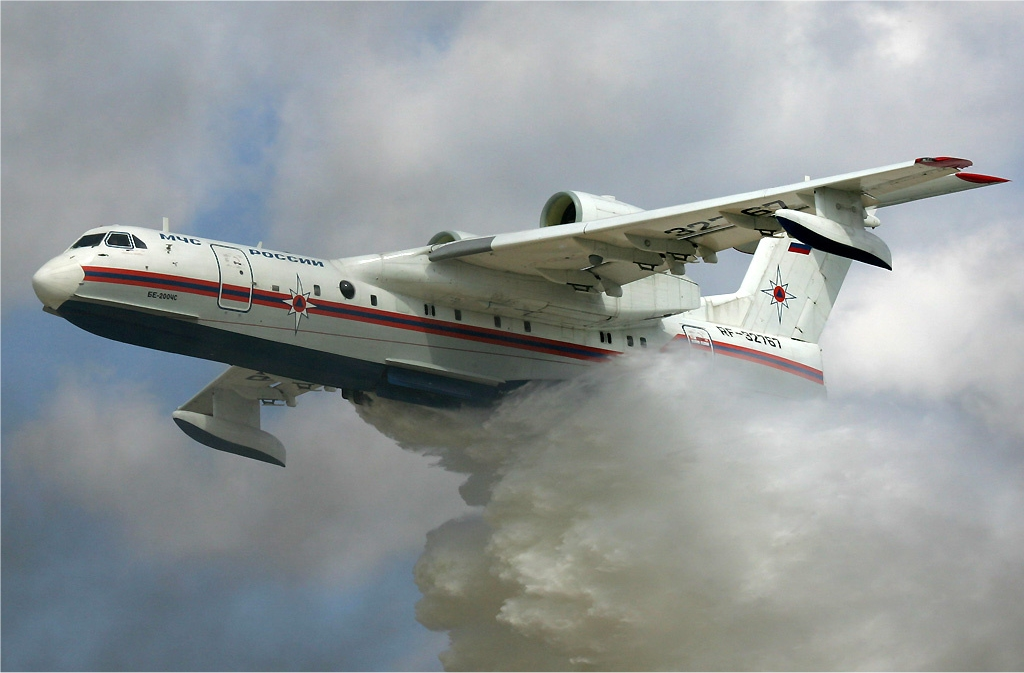
En Beriev Be-200 under vattenbombning.

Vattenbegjutning från luften sätts som regel in för att släcka svårnådda bränder såsom skogsbränder, eller förhindra deras spridning.
Vattenbegjutning från luften kan utföras med helikoptrar eller med vattenbombare, som är specialbyggda eller anpassade flygplan.

## Helikoptrar
Helikoptrar använder brandtunna, ofta på knappt 0,5 ton, hängande under farkosten, alternativt vattentankar inuti helikoptern eller monterade utanpå på ett fåtal mycket stora helikoptertyper, som Sikorsky S-64 Skycrane.
Brandbekämpning med helikoptrar startade 1947 i Kalifornien, till en början för logistik och ledning.
Brandtunna hängande under helikoptrarna för vattenbegjutning började användas på försök under tidigt 1960-tal, likaså i Kalifornien. Experiment med fast monterade tankar i helikoptrar påbörjades ungefär samtidigt.

## Vattenbombare
Huvudartikel: Vattenbombare
Vattenbombning utförs antingen med mycket stora konverterade fraktflygplan, som pumpar in vatten i inbyggda fasta eller monterade tankar, eller med oftast mindre amfibieflygplan som skopar in vatten vid kort kontakt med vattenytan under flygning.
I Kanada gjordes försök med att utveckla vattenbombare ur sjöflygplan från 1940-talet, vilket gav resultat på 1960-talet, med tillgång till tillräckligt kraftiga flygplan.

## Sverige
I Sverige används vattenbegjutning med försvarets och civila helikoptrar, vilka beroende på helikopterns storlek kan lyfta vattenbehållare på mellan 0,5 och 1,8 ton vatten mellan en vattenkälla (normalt en insjö eller damm) och en brandhärd.
Dåvarande Räddningsverket, tillsammans med Kustbevakningen, hade på försök två vattenbombare av typerna Canadair CL-215 och Bombardier 415 (då Canadair CL 415) på så kallad operationell leasing från ett kanadensiskt företag för utprovning under några säsonger på 1990-talet efter den stora skogsbranden på Torsburgen på Gotland 1992. För Räddningsverket gällde proven vattenbegjutning av skogsbränder och för Kustbevakningen diverse uppgifter, bland annat sjöräddning.
Räddningsverket publicerade en utvärderingsrapport från projektgruppen 1996, vilken visade att flygplanen fungerade bra i den befintliga organisationen för brandsläckning i Sverige och konstaterade att flygplanet varit mycket effektivt i släckningsarbetet. Beslutet blev dock då att det inte det var förmånligt med inköp av flygplan jämfört med att använda befintlig helikopterflotta, med hänsyn till frekvens och typ av bränder där sådana flygplan är användbara och till kostnaden för specialflygplan och organisation för dessa.
Första gången Sverige rekvirerade utländska vattenbombare för akut brandbekämpning var vid skogsbranden i Västmanland 2014. Genom Emergency Response Coordination Centre inom Europeiska unionen sändes två vattenbombare av typen Bombardier 415 från vardera Protezione Civile i Italien och Sécurité Civile i Frankrike. De gjorde insatser under fyra dygn i det akuta skedet av brandbekämpningsarbetet. 
I Sverige finns privata helikopterföretag med kapacitet för brandsläckning från luften.
Under skogsbränderna i Sverige 2018 gjordes ett stort antal släckningsinsatser med flygande resurser. Under andra hälften av juli medverkade som mest sex vattenbombande flygplan – två tunga från Italien och två tunga från Frankrike, av typen Bombardier 415, och två mindre av typ Air Tractor AT-802 från Portugal. Vid sidan om användes ett stort antal helikoptrar, bland annat flera helikoptrar från Norge via Direktoratet for samfunnssikkerhet og beredskap i Tønsberg, tyska helikoptrar, svenska helikopter 16 och helikopter 14 från försvarsmakten, en litauisk helikopter samt ett antal civila svenska helikoptrar.
I en utredning, som Myndigheten för samhällsskydd och beredskap (MSB) överlämnade till regeringen 2019-02-12, konstateras att Sveriges beredskap när det gäller flygande släckningsresurser måste stärkas, och beroendet av insatser utifrån minskas. 
MSB föreslår uppbyggnad av förmågan att vattenbomba i tre steg:
- I ett första steg upphandlas helikoptertjänster för skogsbrandsbekämpning.
- I ett andra steg upphandlas mindre skopande plan. Både helikoptrar och flygplan bör vara en del av EU:s samlade förmåga.
- I ett tredje steg bör större skopande flygplan med stationering i Sverige övervägas. Detta kräver ytterligare utredning utifrån erfarenheterna av såväl upphandling av helikoptrar som mindre skopande plan.

Därtill måste Sverige se hur, rescEU som är en gemensam EU-resurs för katastrofhantering, utvecklas.
MSB menar att de flygande resurserna i alla tre steg ska vara en del av civilskyddsmekanismen. EU delfinansierar de resurser som ingår i rescEU.

Den 5 april 2019 meddelade Myndigheten för samhällsskydd och beredskap (MSB) att myndigheten hade ingått ett avtal med tre privata helikopterentreprenörer. Enligt avtalet ska leverantörerna förfoga över minst tio släckande helikoptrar och en koordineringshelikopter. Vid behov kan MSB avropa fler helikoptrar inom ramen för avtalet. Helikoptrarna kan i stort sett täcka hela Sveriges yta inom en timme när de är placerade på sina ordinarie baser. Under skogsbrandssäsongen kommer helikoptrarna att kunna placeras på de platser i landet där brandrisken är som högst.
Den 3 april 2020 meddelade Myndigheten för samhällsskydd och beredskap (MSB) att myndigheten hade ingått ett avtal med Saab AB, om att från den 30 maj 2020 tillhandahålla två vattenskopande flygplan Air Tractor AT-802F Fire Boss som stöd till räddningstjänsterna i Sverige. Flygplanen baseras i Nyköping på Skavsta flygplats och gjorde sin första operativa insats den 15 juni 2020 mot en skogsbrand utanför Österbybruk i Uppsala län. Vid behov kan flygplanen baseras på annan ort. Myndighetens ambition är att ansluta flygplanen till rescEU inom EU:s civilskyddsmekanism. Inom ramen för kontraktet finns även möjlighet att utlösa en option med ytterligare två flygplan för perioden 2021–2023. SAAB meddelade 2021-02-28 att MSB utlöst denna option, varför det från och med skogsbrandsäsongen 2021 finns totalt fyra plan tillgängliga.

## Södra Europa
I Medelhavsområdet, med ett torrt klimatet och svåra och ofta förekommande stora skogsbränder, används ofta vattenbombare som tar upp vatten direkt under lågfartsflygning, till exempel det specialkonstruerade Bombardier 415 Superscooper, som tar 6 ton vatten per omgång, och Air Tractor AT-802F Fire Boss, som tar 3 ton vatten per omgång. Även den ryskbyggda Beriev Be-200, som tar 12 ton vatten per omgång, har försöksvis använts bl.a. i Portugal. 

## Kanada och USA
I USA började efter andra världskriget experiment med att använda utrangerade bombflygplan till så kallade "air tankers" för vattenbombning. I Kanada utvecklades i stället specialiserade långsamflygande sjö- och amfibieflygplanskonstruktioner med möjlighet att pumpa upp eller skovla in vatten under körning på vattenytan.
I USA förekommer också vattenbegjutning med mycket stora vattenbombare som inte är amfibieflygplan, vilka kan vara konverterade C-130 Hercules, DC-10 och Boeing 747. En Hercules kan till exempel anpassas med en lastad tank för 18,4 ton vatten.
Ett museum för brandbekämpning från luften har diskuterats i Boise i Idaho i USA.